# Hamburg-Hammerbrook

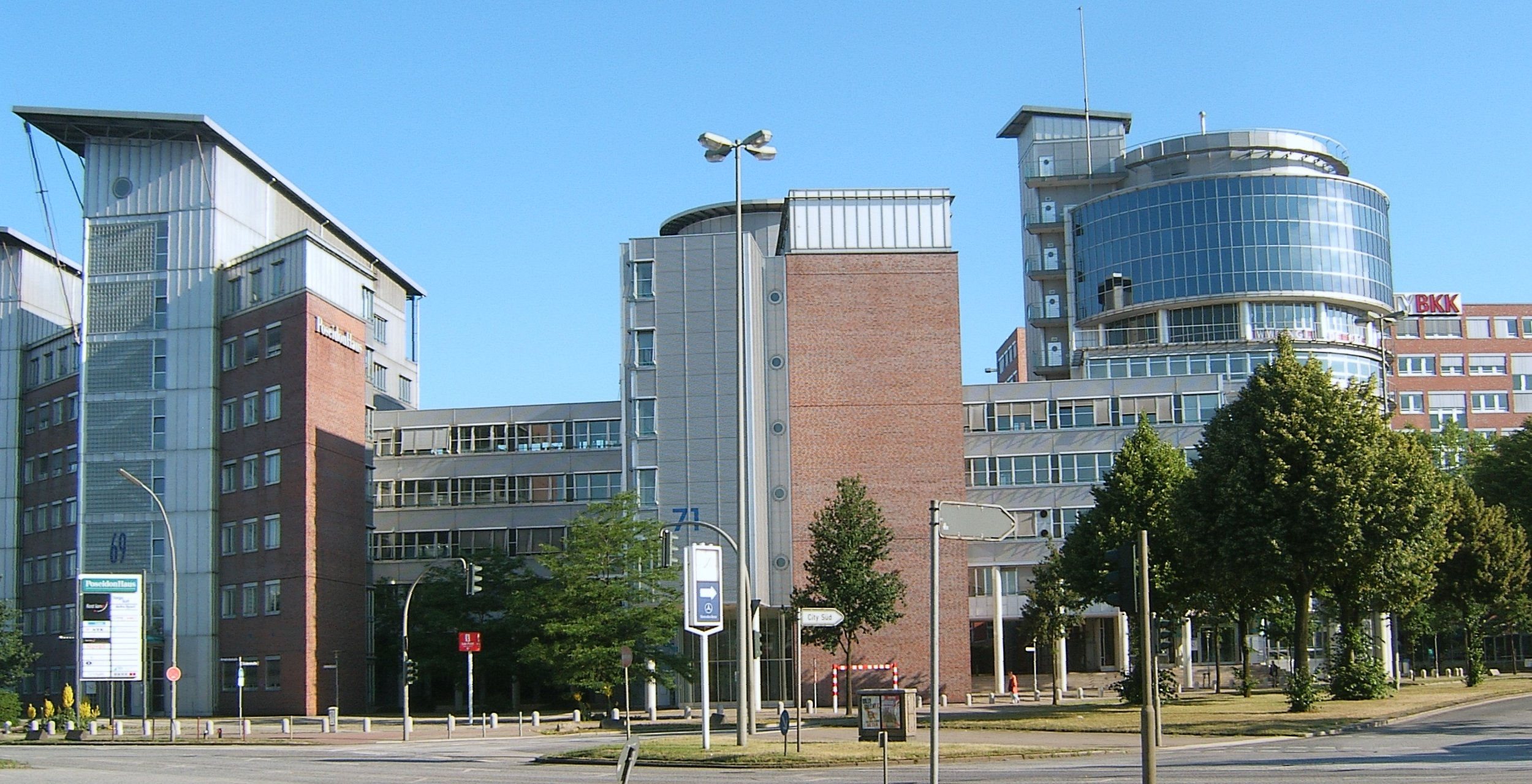
Poseidonhof Hammerbrook

 Hammerbrook  is een stadsdeel (‘’Stadtteil’’) van Hamburg in het district Hamburg-Mitte. Het is vooral bekend als het kantoorgebouwgebied ‘’City Süd’’

## Geografie
Hammerbrook grenst in het noorden aan Sankt Georg waarbij de spoorlijn naar Berlijn de grens vormt. In het westen loopt Hammerbrook tot de Deichtorplatz in Hamburg-Altstadt. In het zuidwesten en zuiden wordt de grens gevormd door het Oberhafenkanal en de Bille met Hafencity en Rothenburgsort. In het noordoosten vormt het Mittelkanal de grens met Borgfelde en in het oosten grenst Hammerbrook aan Hamm.

Hammerbrook ligt in het Marschland aan de monding van de Bille in de Noorderelbe. Het was een weidelandschap dat tot in de 18e eeuw geregeld overstroomde.

## Geschiedenis
Oorspronkelijk werd de naam Hammerbrook gebruikt voor het gehele Marschland tussen de Oberhafen en Horn en vanaf de rand van het oerstroomdal van de Elbe tot aan de Bille.
De naam verwijst naar het vochtige Bruchland dat bij het dorp Hamm hoorde.

Hamburg verwierf dit gebied in 1383 van de Graven van Schauenburg en Holstein. Vanaf 1410 was het een deel van de Heerlijkheid Hamm und Horn. Het werd voornamelijk als veeweide gebruikt en stukje bij beetje ingedijkt en met afwateringsgrachten doorsneden. Het huidige “Hochwasserbassin” werd in de 17e eeuw aangelegd als deel van de stadsomwalling van Hamburg.
Eind 17e eeuw begon er bewoning te komen, beginnend in het westen en de dijken volgend.
Planmatige bewoning kwam er pas na de Brand van Hamburg in 1842 door de aanleg van een rastervormig netwerk van kanalen straten.

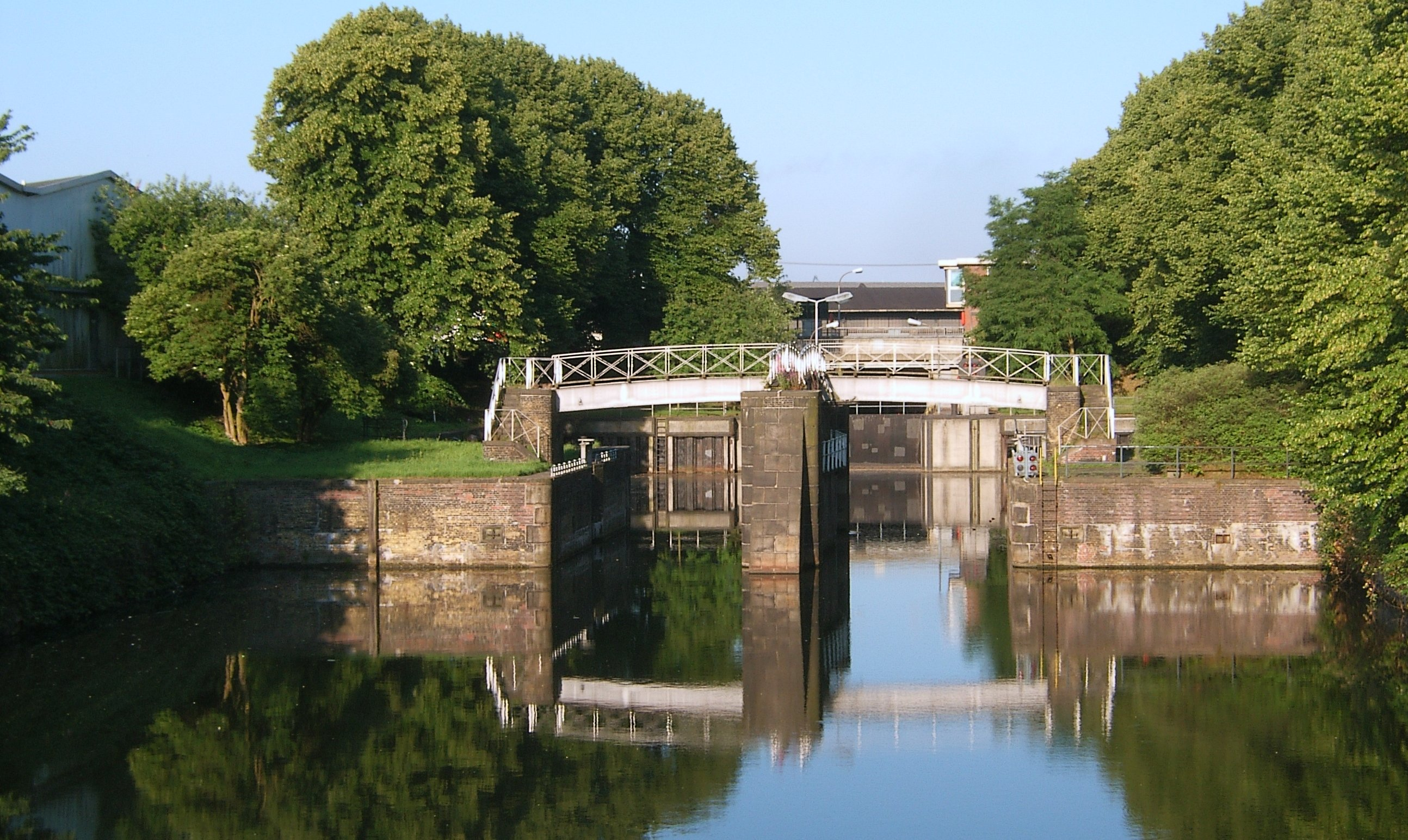
Sluis op de kanalen van Hammerbrook

Tegen 1832 was het westelijk deel onderdeel van de nieuwe voorstad St.Georg geworden en in 1872 werd het oostelijk deel verdeeld over de voorsteden Borgfelde en Hamm.
Door de aanleg van spoorlijnen en de afschaffing van de tolpoorten van Hamburg in 1860 en de nabijheid van de haven werd Hammerbrook dichtbevolkt.
In 1901 werd Otto Stolten hier verkozen als eerste sociaaldemocratisch lid van de Hamburgische Bürgerschaft.
Na de voltooiing van de afwateringswerken in 1909 waarbij het gebied ook tot 5 meter met zand werd opgehoogd begon men met de bouw van grote woonkazernes. In 1910 woonden er 60.000 mensen in Hammerbrook. De talrijke kanalen werden naast afwateringswegen ook goedkope verkeerswegen voor nieuwe bedrijven.
De grenzen van het stadsdeel werden vastgelegd in 1938.
In juli 1943 werd Hammerbrook vrijwel volledig vernield door de bommen en de vuurstorm van de Operatie Gomorrha, waarbij ongeveer 12.000 inwoners overleden.
Op het einde van de oorlog leefden nog slecht een paar honderd mensen in Hammerbrook.
Daarom werd de beschadigde U-Bahn-sectie naar Rothenburgsort niet herbouwd maar volledig afgebroken.

 Meerdere kanalen werden gebruikt om er het puin in te storten. De vrijgemaakte terreinen werden lange tijd onbebouwd gehouden als reserveterreinen voor de industrie.
Pas na de bouw van de S-Bahn naar Harburg werd het gebied weer ontwikkeld.
Thans wordt het gedomineerd door grote kantoorcomplexen zoals bijvoorbeeld de ‘’Berliner Bogen’’.
In 2008 werd een deel van het opgeheven stadsdeel Hamburg-Klostertor bij Hammerbrook gevoegd met onder andere de groothandelsmarkt.

## Bezienswaardigheden

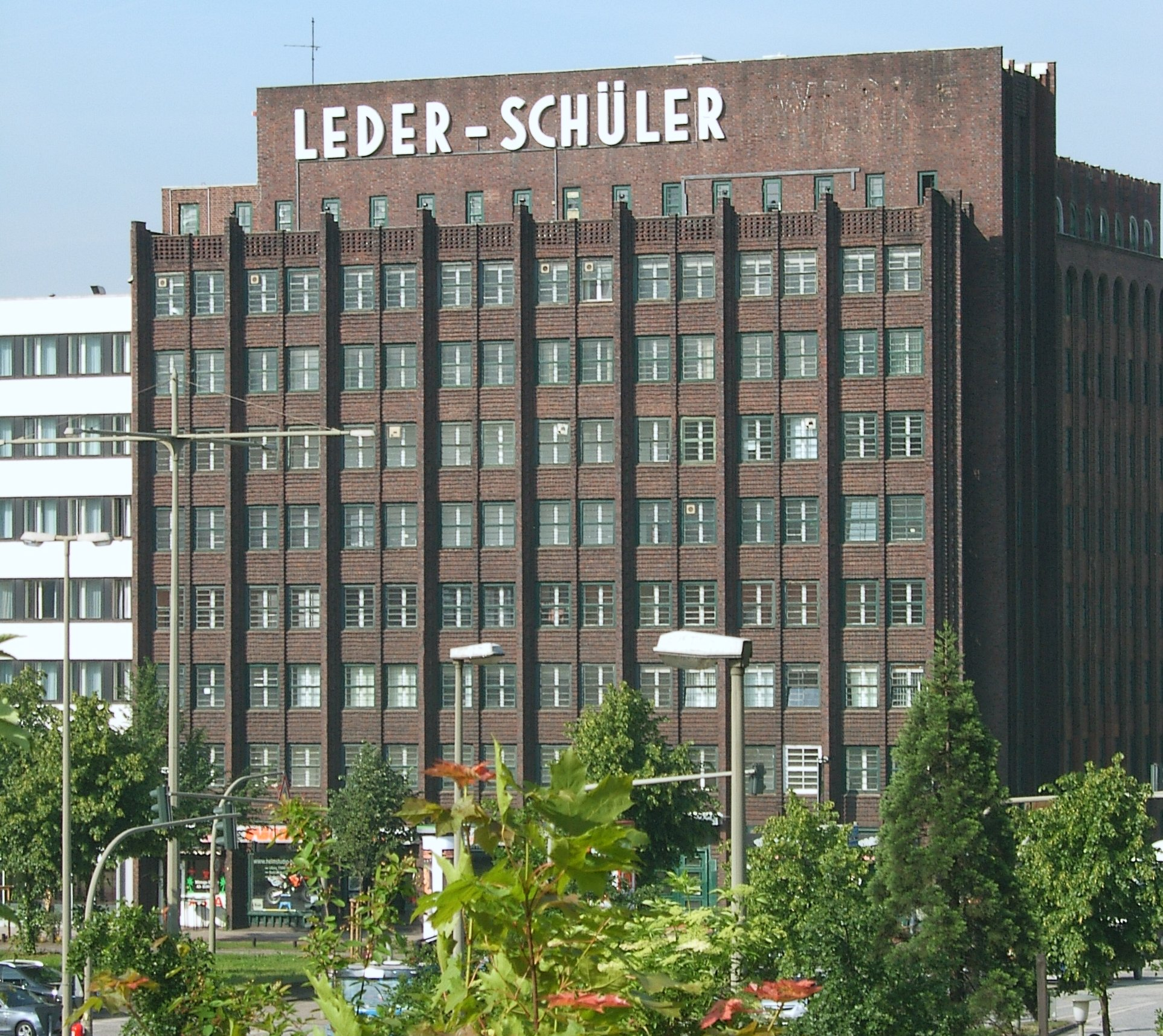
Kontorhaus Leder-Schüler

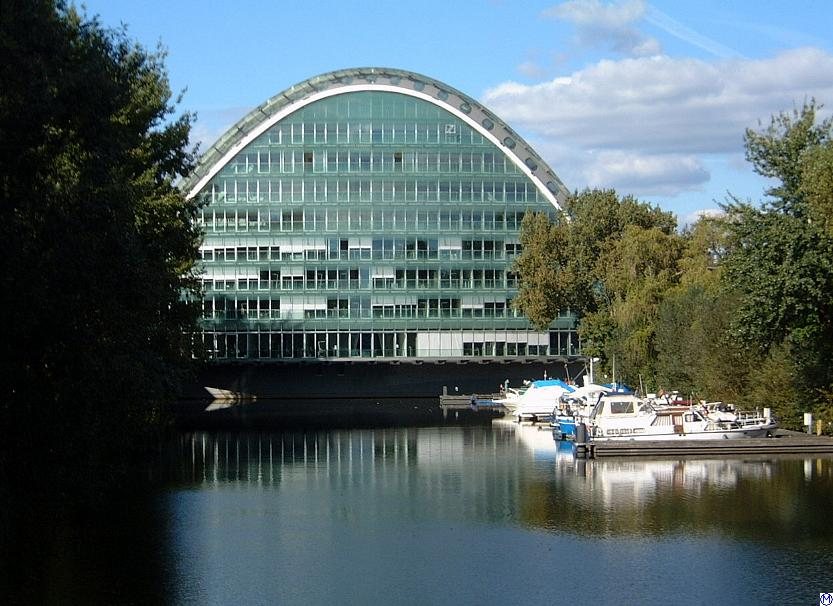
Berliner Bogen

- Kontorhaus Leder-Schüler : een van de weinige overgebleven vooroorlogse gebouwen, typerend voor de bedrijfsgebouwen uit die tijd.
- De Berliner Bogen, met zijn 14.000 m² glas het grootste glazen gebouw op het Europese continent.

## Verkeer

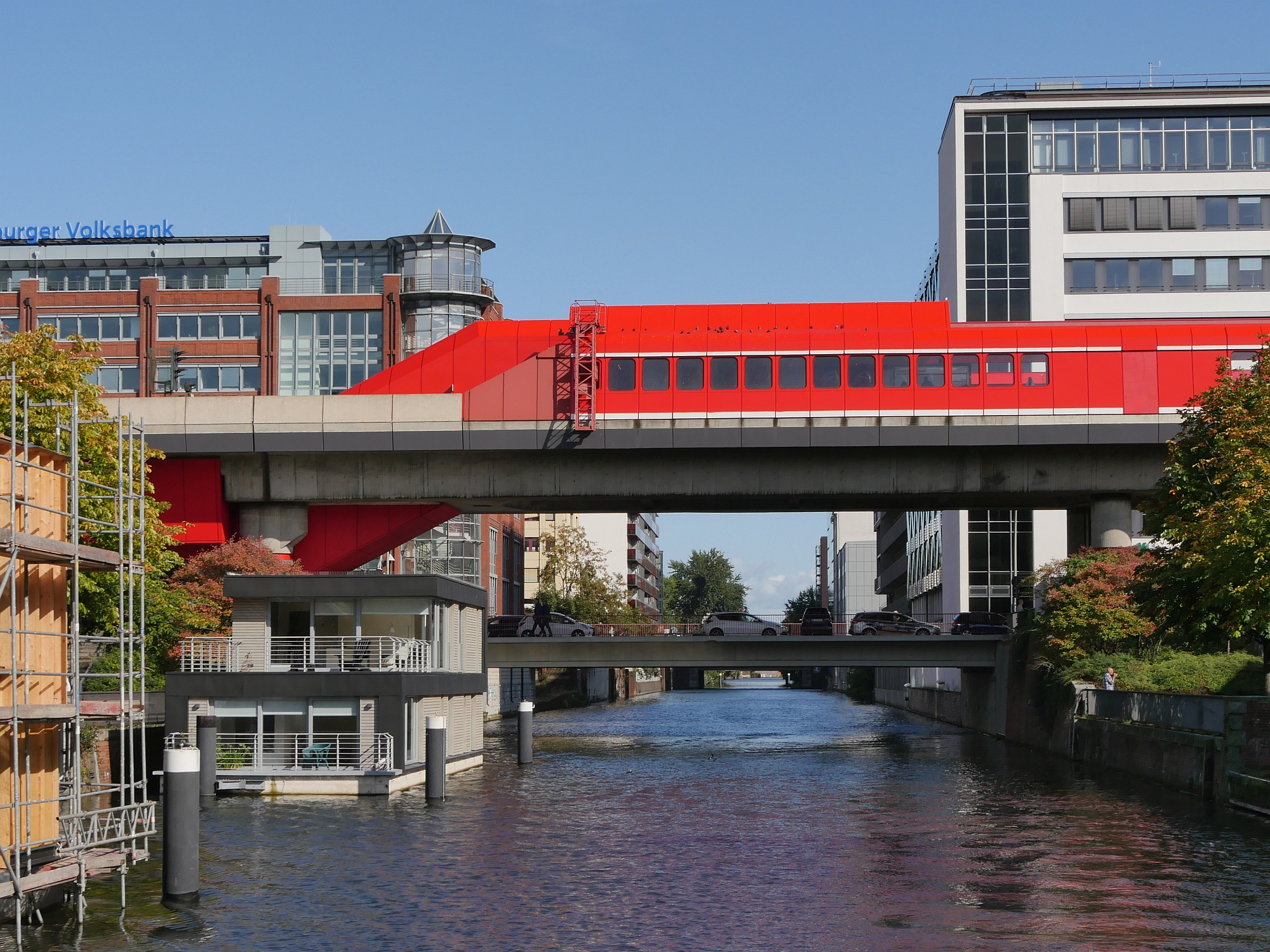
S-Bahn-Station Hammerbrook

Hammerbrook wordt door drukke straten doorsneden :
- de parallel lopende Spalding- en Nordkanalstraße (vroeger B5) als hoofdverbinding naar het oosten.
- de Amsinckstraße B4 en B75 samenkomend bij de Elbbrücken richting autoweg A1/A255.

De S-Bahn heeft hier sinds 1983 het station Hamburg Hammerbrook op de lijnen S3 en S31